# Kaco
Kaco（かこ、1993年11月8日 - ）は日本のシンガーソングライター。愛媛県八幡浜市出身。

## 略歴
15歳から作詞・作曲を始める。高校ではコーラス部に所属しイタリア歌曲のレッスンへ通う。大学進学の為に上京。絢香のファンクラブイベントで選抜され、Zepp Diver Cityのステージへ登壇。その時のスポットライトのまぶしさなどに感動し、本格的に音楽を目指すようになる。

## 経歴
2015年
11月にライブハウス限定販売のデモ音源をリリース。
2016年
11月8日に下北沢440にて自身初のワンマンライブを開催。同日に1stミニ・アルバム「影日和」リリース。
2017年
10月18日に2ndミニ・アルバム「身じたく」リリース。全国ツアーを開催、最終公演を11月29日に横浜モーションブルーにて行う。
11月、アニメ「魔法使いの嫁」第14話では挿入歌『Rose』にて作詞・作曲・歌唱にて参加。
2018年
1月、NEWSのシングル「LPS」へ楽曲『madoromi』を提供。
10月22日、小倉博和を迎え、ワンコインシングル「ヒペリカムの実」リリース。リード曲である「グンナイト」は完全同録にて完成。2篇のエッセイ入り。
11月8日に下北沢440にてone-man LIVE「ヒベリカムの実」〜銀色の縫い目〜を開催。
11月24日に大阪・雲州堂にてone-man LIVE「ヒベリカムの実」〜銀色の縫い目〜を開催。
2019年
1月16日に3rd ミニ・アルバム「たてがみ」リリース。収録曲である『たてがみ』『あいそうろう』は高橋久美子との共作。
2月にNEWSのアルバム「WORLDISTA」へ楽曲『リボン』を提供。
3月23日に大阪GANZ toi,toi,toiにてLIVE TOUR 2019 〜たてがみ〜を開催。
3月30日に渋谷LOFT HEAVENにてLIVE TOUR 2019 〜たてがみ〜を開催。
6月12日に伝説のミュージシャンが数々のステージを踏んだ渋谷B.Y.Gにて企画ライブContnue Studio「ヨリミチワードロープ」を開催。
7月17日に1stシングル「ミーナの水槽」リリース。
8月に大橋ちっぽけとスプリットツアー『大橋ちっぽけと!Kacoの!「坊っちゃん、マドンナ3色だんごツアー』を渋谷・大阪・松山にて行う。
10月に山戸結希が携わった『CM ほけんほっとライン働きながら編』の作詞・作曲・歌唱。
2020年
1月29日に4th ミニ・アルバム「ノルカソルカ」リリース。
2月29日に大阪・雲州堂、3月1日に名古屋・sunsetblueにてKey.中込陽大とデュオで「ノルカソルカ」ツアーを開催。
3月15日に東京・Veats Shibuyaにて「ノルカソルカ」ツアーのファイナル公演予定だったが新型コロナウイルス感染症の拡大により公演中止となる。
8月9日に下北沢SEED SHIPにて弾き語り配信ワンマンライブ「家で音楽してる」を開催。

## 作品

### ミニ・アルバム
| 通算 | 発売日         | タイトル     | 品番      |
| ---- | -------------- | ------------ | --------- |
| 1st  | 2016年11月8日  | 影日和       | SPMD-1013 |
| 2nd  | 2017年10月18日 | 身じたく     | AP-1072   |
| 3rd  | 2019年1月16日  | たてがみ     | EGGS-037  |
| 4th  | 2020年1月29日  | ノルカソルカ | SPMD-1016 |

### EP
| 通算       | 発売日         | タイトル       | 品番      |
| ---------- | -------------- | -------------- | --------- |
| ワンコイン | 2018年10月22日 | ヒペリカムの実 | SPMD-1014 |
| 1st        | 2019年7月17日  | ミーナの水槽   | SPMD-1015 |